# Andrés Matías de Pes Marzaraga
Andrés Matías de Pes Marzaraga fue un geógrafo y cartógrafo español nacido en Cádiz en 1653 y fallecido en Madrid en 1723. Alcanzó el grado de almirante de la Real Armada y, entre enero de 1721 y hasta su muerte, fue secretario del Despacho de Marina e Indias. 
En 1717 consiguió que se trasladaran a Cádiz los Servicios de los Tribunales de la Casa de Contratación y el Consulado, que radicaba en Sevilla, convirtiéndose Cádiz en el único puerto para el comercio de Indias. Fue caballero de la Orden de Santiago.